# ريتشارد كووغان
ريتشارد كووغان (بالإنجليزية: Richard Coogan) هو ممثل أمريكي، ولد في 4 أبريل 1914 في Short Hills, New Jersey ‏ في الولايات المتحدة، وتوفي في 12 مارس 2014 في لوس أنجلوس في الولايات المتحدة بسبب مرض.

## وصلات خارجية
- ريتشارد كووغان على موقع IMDb (الإنجليزية)
- ريتشارد كووغان على موقع قاعدة بيانات برودواي على الإنترنت (الإنجليزية)
- ريتشارد كووغان على موقع قاعدة بيانات الفيلم (الإنجليزية)